# U.S. National Championships 1920
Gli U.S. National Championships 1920 (conosciuti oggi come US Open) sono stati la 40ª edizione degli U.S. National Championships e quarta prova stagionale dello Slam per il 1920. Il torneo di singolare maschile si è disputato al West Side Tennis Club nel quartiere di Forest Hills di New York, il doppio maschile al Longwood Cricket Club di Chestnut Hill, i tornei femminili e il doppio misto al Philadelphia Cricket Club di Filadelfia, negli Stati Uniti.
Il singolare maschile è stato vinto dallo statunitense Bill Tilden, che si è imposto sul connazionale Bill Johnston in cinque set col punteggio di 6–1, 1–6, 7–5, 5–7, 6–3. Il singolare femminile è stato vinto dalla statunitense Molla Bjurstedt Mallory, che ha battuto in finale la connazionale Marion Zinderstein. Nel doppio maschile si sono imposti Bill Johnston e Clarence Griffin. Nel doppio femminile hanno trionfato Marion Zinderstein e Eleonora Sears. Nel doppio misto la vittoria è andata a Hazel Wightman, in coppia con Wallace Johnson.

## Seniors

### Singolare maschile
Bill Tilden ha battuto in finale  Bill Johnston con il punteggio di 6–1, 1–6, 7–5, 5–7, 6–3.

### Singolare femminile
Molla Bjurstedt Mallory ha battuto in finale  Marion Zinderstein con il punteggio di 6–3, 6–1.

### Doppio maschile
Bill Johnston /  Clarence Griffin hanno battuto in finale  Willis Davis /  Roland Roberts con il punteggio di 6–2, 6–2, 6–3.

### Doppio femminile
Marion Zinderstein /  Eleonora Sears hanno battuto in finale  Eleanor Tennant /  Helen Baker con il punteggio di 6–3, 6–1.

### Doppio misto
Hazel Wightman /  Wallace Johnson hanno battuto in finale  Molla Bjurstedt Mallory /  Craig Biddle con il punteggio di 6–4, 6–3.